# Летучий (сторожевой корабль)
«Летучий» — сторожевой корабль проекта 11352 (по кодификации НАТО — Modified Krivak-I class).

## Строительство
7 мая 1975 года зачислен в списки кораблей ВМФ СССР. Заложен 9 марта 1977 года на стапеле судостроительного завода им. А. А. Жданова в Ленинграде по проекту 1135 (зав. № 714). Спущен на воду 19 марта 1978 года. Вступил в строй 10 августа 1978 года.

## Служба
Переход к Тихому океану состоялся вокруг Африки, далее через порт Виктория, куда 25 августа 1979 года СКР «Летучий» зашёл с пятидневным деловым визитом совместно с БПК «Маршал Ворошилов», БМТ «Борис Бутома», и через Камрань. 20 сентября СКР «Летучий» прибыл в Петропавловск-Камчатский, тем самым закончив межфлотский переход. Корабль был принят в состав Краснознаменного Тихоокеанского флота (КамФлРС КТОФ). 

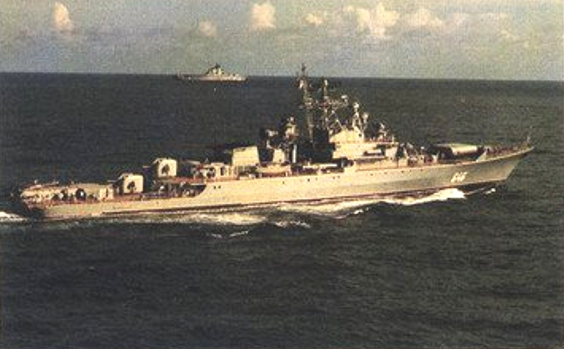
СКР «Летучий», 1980 год

С января по июнь 1980 года и с августа 1980 года по февраль 1981 года БС в Камране.
В конце 1981 года СКР «Летучий» (командир капитан 3-го ранга В. А. Хорьков) нёс службу в Индийском океане (Сокотра — Мапуту — Маврикий) к нему присоединился совершавший межфлотский переход БПК «Таллин» (командир капитан 2-го ранга Юрий Устименко) со штабом 85 ОПБНК (контр-адмирал Г. И. Смирнов) на борту. Вовремя визита в Порт-Луи, на корабли поступила информация, что 26 — 27 ноября в Республике Сейшельские Острова состоялась попытка государственного переворота. И уже 28 ноября к 12 часам в порт Виктория пришёл «Летучий», к 18 часам подошёл БПК  «Таллин» для эвакуации советского посольства и для оказания поддержки правительству если потребуется, чуть позже пришёл французский фрегат «Victor Schoelcher» также для поддержки президента Франс-Альбера Рене. С 13 по 17 декабря корабли вновь посетили Мапуту и вернулись в порт Виктория на Сейшельских островах. БПК «Таллин» и СКР «Летучий», находились в порту до января 1982 года.
В мае 1982 года корабль под командованием капитана 3-го ранга В. А. Хорькова находился в составе 8-й ОпЭск кораблей ВМФ СССР.
С мая по сентябрь 1985 года БС в составе 17-й ОпЭск.
С мая 1987 года по октябрь 1991 года корабль прошёл модернизацию во Владивостоке на «Дальзаводе» по проекту 11352. В ходе модернизации пусковые установки были модернизированы под УРПК-5 «Раструб-Б», вместо РБУ-6000 «Смерч-2» были смонтированы пакеты ПКР «Уран»,также была установлена РЛС «Фрегат-М».
26 июля 1992 года на корабле был спущен Военно-морской флаг СССР и поднят Андреевский флаг. В этом же году в составе КПУГ был завоёван приз ГК ВМФ по противолодочной подготовке.
До 1994 года СКР «Летучий» временно входил в состав 201-й бригады противолодочных кораблей (БрПЛК) 10-й ОпЭск.
В 1999 году вновь в составе КПУГ был завоёван приз ГК ВМФ РФ по противолодочной подготовке.
22 июня 2005 года «Летучий» исключен из состава флота и объявлен конкурс на утилизацию корабля.

## Командиры корабля
- капитан 3-го ранга А. Г. Зозуль (26.04.1978 — 01.10.1980)
- капитан 3-го ранга В. А. Хорьков (01.11.1980 — 12.09.1983)
- капитан 3-го ранга М. Ю. Волк (30.07.1983 — 22.03.1986)
- капитан-лейтенант О. П. Михед (22.03.1986 — 23.05.1987)
- капитан 2-го ранга С. М. Байнякшин (23.05.1987 — 19.10.1992)
- капитан 3-го ранга С. Ю. Малкин (19.10.1992 — 13.10.1994)
- капитан 2-го ранга С. М. Слюнкин (13.10.1994 — 11.05.1996)
- капитан 3-го ранга В. А. Егоров (30.03.1996 — 16.03.1998)
- капитан 2-го ранга В. В. Варкан (16.03.1998 — 13.01.2002)
- капитан 2-го ранга И. В. Ершов (13.01.2002 — 08.09.2003)
- капитан 2-го ранга А. А. Маршев (12.09.2003 — 03.09.2004)
- капитан 2-го ранга В. В. Опрышко (22.09.2004 — 01.12.2005)

## Бортовые номера
- 510 (1978),
- 845, 713 (1980),
- 646 (1980),
- 699 (1981),
- 686 (1983),
- 610 (1988)
- 645 (1990),
- 661 (1996).